# Miedziany Zwój

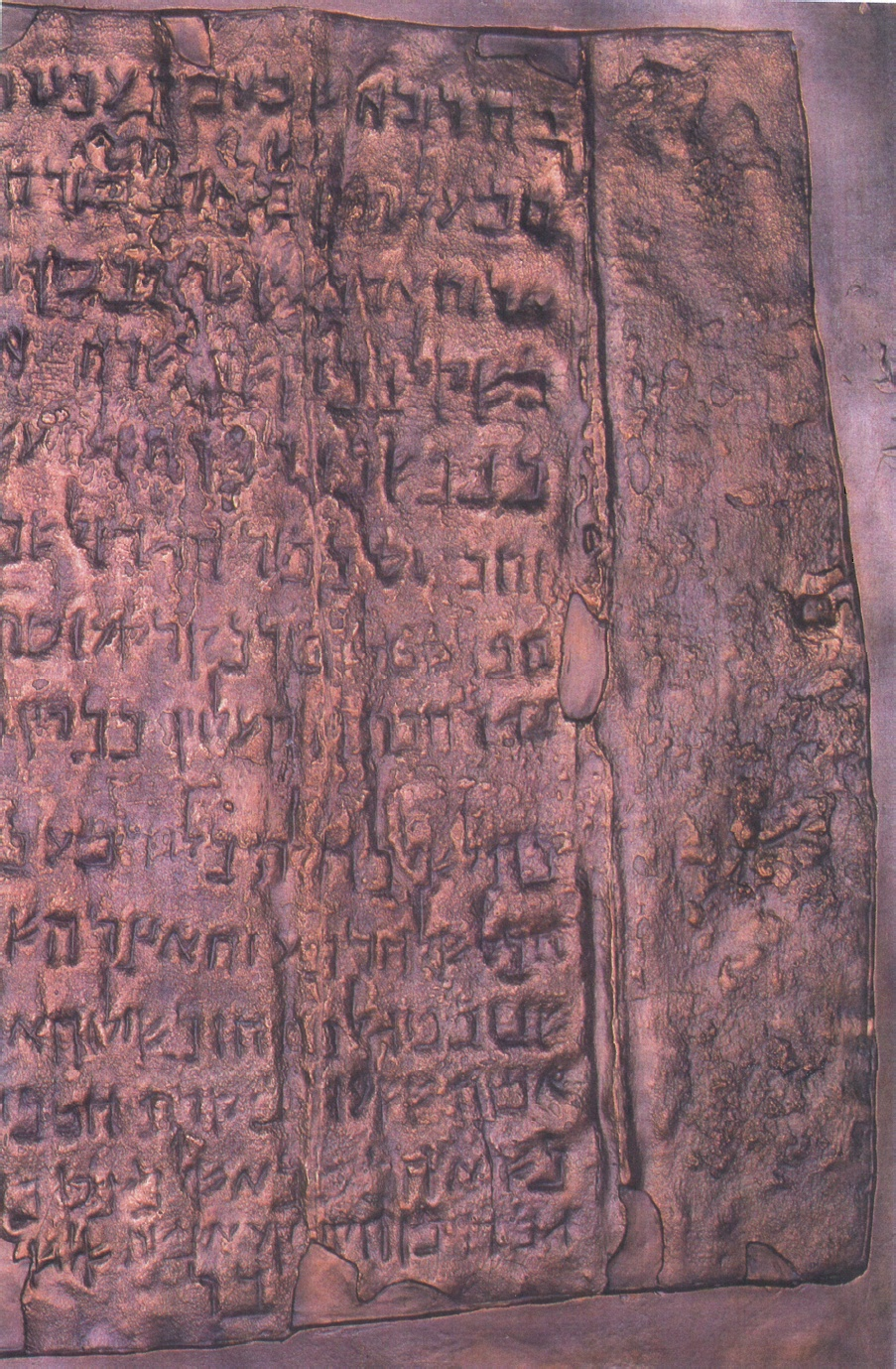
Fragment zwoju 3Q15

Miedziany Zwój (3Q15) – jedyny zwój nienapisany na papirusie, bądź pergaminie, który znaleziono wśród rękopisów z Qumran. Odkryty w grocie nr 3 zwój wyróżnia się tym, że tekst wytłoczono na płacie miedzianej blachy z domieszką cyny. W przeciwieństwie do innych manuskryptów nie zawiera on tekstów literackich, ale listę miejsc, w których ukryto złote i srebrne przedmioty. Spis zawiera informacje o 64 skrytkach wypełnionych ponad 4,5 tysiącami talentów złota. Badacze opisywaną ilość cennego kruszcu szacują na ok. 70–200 ton. Od pozostałych rękopisów odróżnia go jeszcze język, forma i data powstania. Obecnie zwój znajduje się w Muzeum Archeologicznym w Ammanie w Jordanii.

## Historia
Zwój został odkryty przez archeologów 14 marca 1952 roku w grocie nr 3 niedaleko ruin Kumran w Izraelu. Znajdował się na dwóch rolkach, a ponieważ był ostatnim z 15 zwojów odkrytych w tej jaskini, nadano mu numer 3Q15. Po odnalezieniu metal był tak skorodowany, że nie można było go rozwinąć w konwencjonalny sposób nie ryzykując, że rozsypie się w pył. Kilka lat później John Marco Allegro, za zgodą innych naukowców zabrał zwój do Anglii, gdzie profesor Henry Wright Baker z College of Technology w Manchesterze, podzielił go na 23 pasy. Wtedy też stało się jasne, że obie rolki są częścią tego samego dokumentu. Allegro, który nadzorował otwarcie zwoju, natychmiast przepisał jego zawartość. Oficjalnym tłumaczeniem tekstu zajął się ks. Józef Milik, polski biblista i poliglota. To on pierwszy uznał, że zwój jest dziełem esseńczyków, choć prawdopodobne nieoficjalnym. Uważał też, że jego zawartość nie jest faktycznym opisem historycznym, ale folklorystycznym. Później zmienił swoje przypuszczenia, kiedy okazało się, że nie ma żadnych dowodów na to, że zwój był wytworem esseńczyków. Uważał, że nie pochodzi on z ich społeczności, chociaż został znaleziony w Qumran. W rezultacie wysnuł tezę, że był on osobnym depozytem, pozostawionym tam wraz z upływem czasu. Chociaż oficjalnym tłumaczeniem zwoju zajmował się Milik, to Allegro nie był zadowolony z powolnego tempa prac i chciał opublikować własną wersję, ale nie zgadzali się na to jego przełożeni. W 1957 roku jordański dyrektor antyków zgodził się na publikację. Jednak po zmianie dyrektora i otrzymaniu ponownej zgody Allegro czekał jeszcze na akceptację Milika. W końcu w 1960 roku wydał „Skarb Miedzianego Zwoju”, w którym zamieścił tłumaczenie tekstu z odręcznymi transkrypcjami zwoju. Dwa lata później Milik wydał oficjalne wydanie, w którym również znalazły się odręczne rysunki, ale z czarno-białymi fotografiami. Bardziej precyzyjne zdjęcia wykonano w 1988 roku. W latach 1994–1996 przeprowadzono szczegółową konserwację i badania zwoju, łącznie z oceną korozji. Sporządzono również jego kopię, prześwietlono promieniami rentgenowskimi i oczyszczono.

### Datowanie
Naukowe oceny prawdopodobnego czasu powstania zwoju często się od siebie różnią. Frank Moore Cross na podstawie analizy paleograficznej zaproponował okres między 25–75 rokiem n.e. Z kolei William F. Albright zasugerował lata 70–135 n.e., podobnie jak Manfred Lehmann, który argumentował, że skarbem były głównie pieniądze zgromadzone pomiędzy pierwszą wojną żydowską a powstaniem Bar-Kochby. Czterej inni badacze, P. Kyle McCarter Jr., Albert M. Wolters, David Wilmot i Judah Lefkovits, zgodnie uznali, że zwój powstał około 70 roku n.e. Józef Milik zasugerował jednak, że mógł on zostać napisany około 100 roku n.e. czyli prawie „całe pokolenie po zniszczeniu Jerozolimy”. Jeżeli datowanie Milika jest poprawne, oznaczałoby to, że zwój nie pochodził ze społeczności z Qumran, ponieważ powstał długo po zniszczeniu osady.

### Język i styl
Większość starożytnych hebrajskich tekstów, które przebadano, ma najczęściej naturę biblijną, jednak nie dotyczy to miedzianego zwoju, którego „słownictwa nie ma w Biblii, ani w niczym innym, co pochodziłoby z tamtego czasu”. Również styl pisma jest inny niż na pozostałych zwojach. Podobny jest nieco do dialektu misznaickiego, ale zawiera też wpływy greki. Sam tekst ma nietypową ortografię i zawiera nieregularność w postaci greckich znaków. Te odstępstwa podobne są do greckiego spisu ze świątyni Apolla. To sugeruje, że zwój może być autentycznym „spisem inwentaryzacyjnym świątyni”.
Niektórzy uczeni sądzą, że trudności w odszyfrowaniu tekstu być może wynikają z tego, że został on skopiowany z innego dokumentu przez niepiśmiennego skrybę, który nie mówił w tym języku albo nie znał go dość dobrze.

## Treść zwoju
W dokumencie znajduje się lista 64 miejsc, z których 63 wskazują, gdzie ukryto złote i srebrne skarby, których ilość szacowana jest w tonach. Na liście oprócz cennych przedmiotów znajdują się też naczynia, pachnidła i szaty. Ostatni punkt spisu mówi o duplikacie z dodatkowymi szczegółami, jednak żaden inny dokument nie został znaleziony.
Podstawowa struktura tekstu składa się z kolumn. Pierwsza linia kolumny wskazuje ogólne miejsce, druga określone miejsce i odległość, w jakiej należy kopać, a trzecia zawartość skrytki. Przykładowy opis pierwszej kryjówki z listy:
- 1:1 pod ruinami w dolinie Achor
- 1:2 pod schodami wejścia wschodniego,
- 1:3 w odległość czterdziestu łokci; skrzynia ze srebrem
- 1:4 waga siedemnastu talentów

Większość badaczy podziela pogląd, że sporządzono tylko jedną listę skarbów, w związku z czym artefakty te można jeszcze odzyskać. Wykorzystanie miedzi jako materiału świadczy o tym, że zwój miał przetrwać wiele lat, ale wspomniane miejsca napisano prawdopodobnie tak, by tylko czytelnik z poufną wiedzą mógł je zrozumieć. Na przykład w kolumnie drugiej napisano: „W solnym dole, który jest pod schodami: czterdzieści jeden talentów srebra. W zagłębieniu starego domu danin, w Platformie Łańcucha: 65 sztab złota”.

## Hipotezy
Nie wiadomo dokładnie, do kogo należały wspomniane w dokumencie skarby, ale przyjęto, że pochodzą one z Drugiej Świątyni Jerozolimskiej. Niektóre hipotezy co do jego pochodzenia zostały obalone przez Theodora H. Gastera:
- Po pierwsze, skarb mógł należeć do społeczności z Qumran. Trudno jednak przyjąć, że ascetyczna i braterska wspólnota posiadała takie ogromne skarby. Poza tym była ona przeciwna także indywidualnym bogactwom.
- Po drugie, skarb mógł pochodzić z Drugiej Świątyni Jerozolimskiej. Jednakże Gaster cytuje Józefa Flawiusza, który stwierdza, że skarb wciąż znajdował się w budynku, kiedy wkroczyli do niego Rzymianie (na Łuku Tytusa przedstawiono sceny rabowania z niej łupów). Możliwe jednak, że w świątyni pozostawiono resztki skarbu, a większą część ukryto.
- Po trzecie, skarb mógł pochodzić z Pierwszej Świątyni, zniszczonej w 586 r. p.n.e. przez króla Babilonu Nabuchodonozora. To jednak nie pasuje do charakteru innych zwojów, chyba że dokument został umieszczony w grocie podczas wygnania Babilończyków, przez małą grupę dozorców, którzy byli prekursorami społeczności z Qumran. (Zwój powstał jednak znacznie później, co obala tę teorię.)
- Czwarta hipoteza jest ulubioną Gastera, gdyż mówi, że skarb jest żartem.

Robert Eisenman w swojej książce „Jakub, brat Jezusa” utrzymuje, że Miedziany Zwój jest autentyczną mapą skarbów stworzoną przez społeczność esseńczyków w czasie pierwszego buntu Bar Kochba. Uważa też, że kopia zwoju mogła zostać odkryta przez Templariuszy podczas pierwszej krucjaty, którzy wykopali cały skarb. Te twierdzenia są jednak odrzucane przez większość uczonych.
Chociaż żaden skarb nie został do tej pory odnaleziony, to sam zwój stanowi cenny artefakt. Znawca semickich języków Jonas C. Greenfield zauważył, że jego starożytny hebrajski tekst ma chociażby wielkie znaczenie dla leksykografii.